# Юрасовский, Василий Денисович
Василий Денисович Юрасовский (1675 — 1759) — дворянин, участник заграничных военных походов русской армии, Полтавской битвы, прослужил в Преображенском полку 25 лет, сын московского боярина Дениса Мартыновича Юрасовского.
Отец: родоначальник рода Юрасовский Денис Мартынович (г/р 1640), в младенчестве привезён в Россию из Литвы (1642). Мать: вдова убитого в сражении боярина Дементия Селеменьева — Анисья (женаты с 1672).

## Биография
Происходил из дворянского рода Юрасовских.
Начал службу в царствование Петра I Алексеевича, вступив солдатом в Преображенский полк (1704). Вместе с полком Василий Денисович ходил под стены шведских городов: Дерпта и Нарвы. Получил ранение при взятии города Митавы (1705). Пожалован в капралы (1707). Участник битвы со шведами под Лесным (1708). Участвует в решительной битве и разбитии шведов под Полтавой (1709). Участник штурмов и взятии крепостей Эльбинга и Выборга (1710). В местечке Гуша, на берегу Прута, когда русское войско было окружено турками — ранен и после битвы за героизм произведён в сержанты (1711). За героизм проявленный при взятии Аландских островов и Нейшлотской крепости произведён в прапорщики (1714). Во время возобновившейся войны со шведами пожалован в подпоручики (1719). По окончании Персидского похода (1722—1723) и взятии города Дербента пожалован в поручики (1725).
Во время похода Петр I, ценивший Василия Денисовича за героизм и ревность к службе, подарил ему серебряный кубок, который хранился в роде Юрасовских.
По состоянию здоровья Василий Денисович вышел в отставку с награждением чином капитан-лейтенанта (1729) и абшид (признательная грамота), за подписью императора Петра II.
Умер Василий Денисович (1759) и похоронен на кладбище у церкви деревень Морозово и Реприно Болоховского уезда.

## Семья
Находясь на службе, Василий Денисович женился (1728) на вдове Наталье Алексеевне Пановой из рода дворян Яковлевых, за которой даны деревни: село Юшково, Леонтьевское, Пустовалово и другие в Малоярославском уезде, село Алёшково и другие в Серпуховском уезде, деревня Кочамары в Рязанском уезде. Утвердился в правах на наследство над всеми имениями, доставшимися ему от отца (1742), которые передал своим детям.
Дочь: Прасковья Васильевна — замужем (с 1755) за прапорщиком Фёдором Михайловичем Раевским.
Сын: Пётр Васильевич — в юности упал с лошади и умер.
Сын: Денис Васильевич (1731—1791) — ребёнком записан в Измайловский полк, куда и поступил (1745), прапорщик (1754), переведён в Москву (1757), поручик и переведён в Ефремовский полк (1760), капитан в отставке (1763).